# ハヤテのごとく! (曲)
「ハヤテのごとく!」は、KOTOKOの8枚目のシングル。2007年5月23日にジェネオン・エンタテインメントより発売された。

## 概要
通常盤と初回限定盤の2種リリースで、初回限定盤にはプロモーションビデオとメイキング映像を収録したDVDが同封されている。プロモーションビデオに出演したダンサーは過去最多の数。
テレビ東京系アニメ『ハヤテのごとく!』の前期オープニングテーマ。歌詞中には「ハヤテのごとく!」という言葉が含まれている。KOTOKO自身、何かの作品名と同名の楽曲を作りたいという希望があって、ついにこの楽曲で一つの夢が叶ったと公言している。曲中では「身から出た錆」や「嘘から出た実」などのことわざが歌われる。次のシングルである「七転八起☆至上主義!」ではそれと対照的に四字熟語を使用している。
テレビアニメで使用されているものはアニメ仕様のショートバージョンであり、イントロにフルバージョンの最後のフレーズ「大地に賭けた - 疾風のごとく」の歌詞が入っている。

## 収録曲
| #         | タイトル                             | 作詞      | 作曲      | 編曲      | 時間  |
| --------- | ------------------------------------ | --------- | --------- | --------- | ----- |
| 1.        | 「ハヤテのごとく!」                  | KOTOKO    | 高瀬一矢  | 高瀬一矢  | 4:26  |
| 2.        | 「泣きたかったんだ」                 | KOTOKO    | KOTOKO    | C.G mix   | 6:50  |
| 3.        | 「ハヤテのごとく!（Instrumental）」  |           |           |           | 4:26  |
| 4.        | 「泣きたかったんだ（Instrumental）」 |           |           |           | 6:48  |
| 合計時間: | 合計時間:                            | 合計時間: | 合計時間: | 合計時間: | 22:30 |

| #  | タイトル                         | 作詞 | 作曲・編曲 |
| -- | -------------------------------- | ---- | ---------- |
| 1. | 「ハヤテのごとく!」(Music Video) |      |            |

## プロモーションビデオ

### キャスト
- KOTOKO
- えびちりNAMI
- えびちりYORIKA
- KAOPON
- EMI
- ASUKA
- KO-1
- DAISUKE
- ASGRM

### スタッフ
- 総合プロデューサー：一法師康孝（FUCTORY RECORDS／I've)
- プロデューサー：石原裕久（DNA)
- AP：上山宣樹
- ディレクター&カメラ：森田一平（SALOON）
- 照明：米沢滋高
- VE：金子聡司（Spice）
- 振り付け：臼井比呂子
- エディーター：赤星☆淳哉（Studio Twinkleland）
- プロダクションマネージャー：黒川祥志（DNA）
- プロダクション：DNA
- 総合プロデュース：ジェネオンエンタテインメント・I've